# Colonia Emiliano Zapata, Oaxaca
Colonia Emiliano Zapata är en ort i Mexiko.   Den ligger i kommunen Santa María Jacatepec och delstaten Oaxaca, i den sydöstra delen av landet, 400 km sydost om huvudstaden Mexico City. Colonia Emiliano Zapata ligger 302 meter över havet och antalet invånare är 356.
Terrängen runt Colonia Emiliano Zapata är lite bergig. Runt Colonia Emiliano Zapata är det ganska glesbefolkat, med 47 invånare per kvadratkilometer. Närmaste större samhälle är San Juan Bautista Valle Nacional, 13,9 km sydväst om Colonia Emiliano Zapata. I omgivningarna runt Colonia Emiliano Zapata växer i huvudsak städsegrön lövskog.